# Воздвиженський парк
Воздвиженський — парк-пам'ятка садово-паркового мистецтва в Україні. Об'єкт Природно-заповідного фонду Сумської області.
Розташований у с. Воздвиженське Ямпільського району на місці колишньої садиби поміщика Неплюєва Миколи Миколайовича та заснованого ним Хрестовоздвиженського Трудового Братства.
Площа парку - 42,6 га. Статус надано 20.06.1972. року. Перебуває у віданні Воздвиженської сільської ради та ДП «Ямпільський агролісгосп» (кв. 102, вид. 28-30, 34-39, 69-70).
Статус надано для охорони парку, закладеного на початку ХІХ ст. родиною поміщиків Неплюєвих, що є зразком паркового будівництва. У парку зростає близько 20 видів дерев та чагарників, зокрема, окремі вікові дерева - дуб звичайний, сосна звичайна, модрина європейська.